# 住吉町 (新竹市)

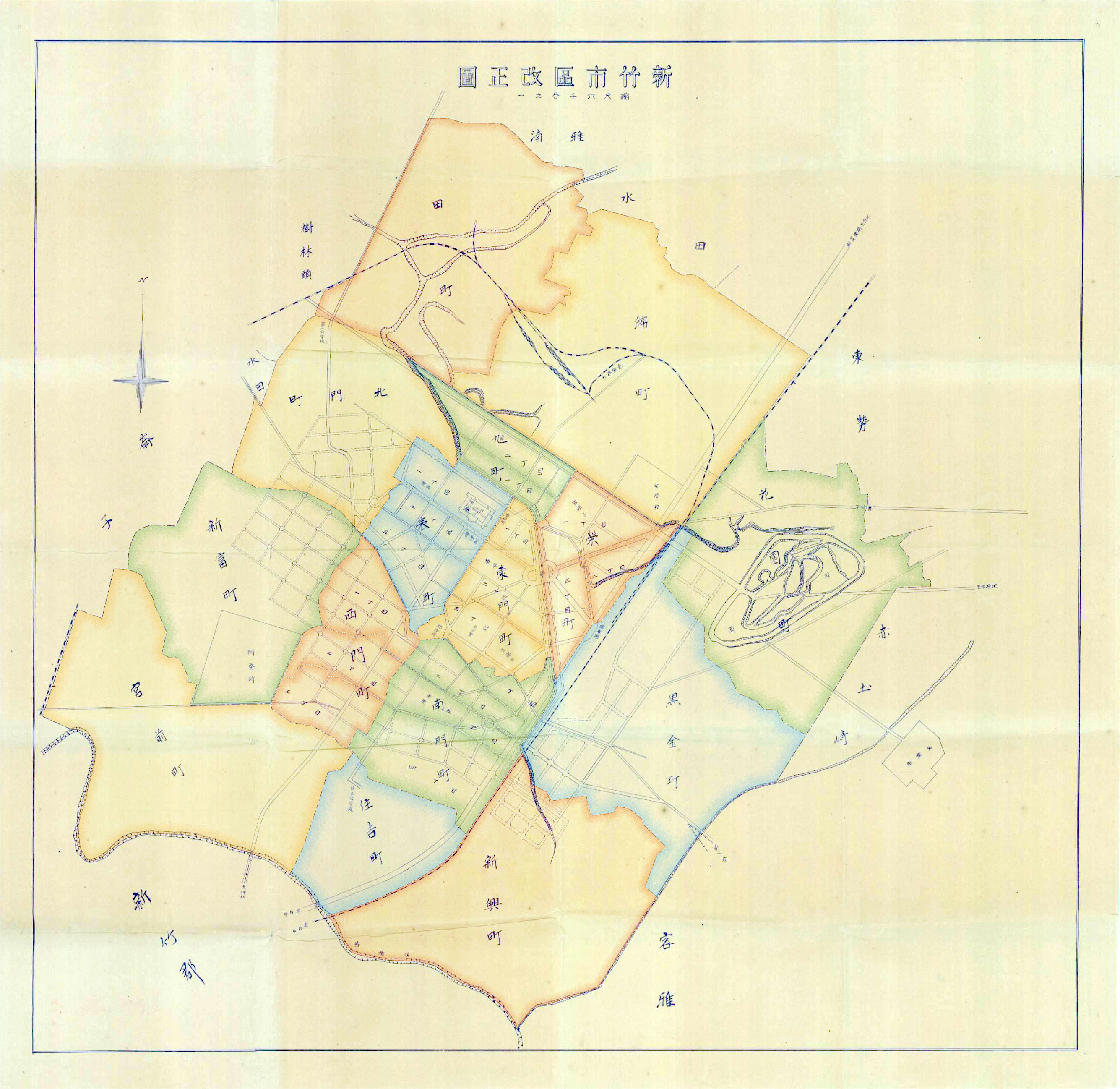
新竹市町名

住吉町為日治時期台灣新竹州新竹市之行政區。是1935年新竹市部分區域改劃為日式的「町」，於該年8月1日正式實施，町名改正的前為客雅大字一部分，後改劃為住吉町。而約略位置為現今新竹市北區育英里及曲溪里一帶。在地籍上可對應於聚吉段。

## 町內設施
- 新竹女子公學校→住吉公學校（現為民富國小）

## 町內士紳
- 黃啟榮[3]，新竹州新竹市住吉町

## 外部連結
- 地政文獻